# Godean
Godean ist ein Distrikt (Kecamatan) im Regierungsbezirk (Kabupaten) Sleman der Sonderregion Yogyakarta im Süden der Insel Java. Der Kecamatan liegt im Südwesten des Kabupatens und grenzt im Norden an den Kecamatan Seyegan, im Nordosten an Mlati, im Süden und Osten an Gamping, im Südwesten an Sedayu (Kab. Bantul), im Westen an Moyudan und im Nordwesten an Minggir. Ende 2021 zählte der Distrikt 70.258 Einwohner auf 28,68 km² Fläche.

## Verwaltungsgliederung
Der Kecamatan (auch Kapanewon genannt) gliedert sich in sieben ländliche Dörfer (Desa, auch Kalurahan genannt):
| PUM-Code 1    | Desa        | Fläche (km²) | Bevölkerung zur Volkszählung 2 | Bevölkerung zur Volkszählung 2 | Bevölkerung zur Volkszählung 2 | Bevölkerung zur Volkszählung 2 | Bevölkerung zur Volkszählung 2 | Bevölkerung zur Volkszählung 2 | Padu- kuhan 4 | RW/ RT 5 |
| PUM-Code 1    | Desa        | Fläche (km²) | 002000                         | 002010                         | Männer                         | Frauen                         | 2020                           | Dichte 3                       | Padu- kuhan 4 | RW/ RT 5 |
| ------------- | ----------- | ------------ | ------------------------------ | ------------------------------ | ------------------------------ | ------------------------------ | ------------------------------ | ------------------------------ | ------------- | -------- |
| 34.04.02.2001 | Sidorejo    | 5,44         | 5.699                          | 6.341                          | 3.363                          | 3.392                          | 6.755                          | 1.241,7                        | 13            | 27/57    |
| 34.04.02.2002 | Sidoluhur   | 5,19         | 8.610                          | 9.466                          | 5.197                          | 5.331                          | 10.528                         | 2.028,5                        | 15            | 35/77    |
| 34.04.02.2003 | Sidomulyo   | 2,50         | 5.339                          | 5.879                          | 3.201                          | 3.156                          | 6.357                          | 2.542,8                        | 8             | 18/39    |
| 34.04.02.2004 | Sidoagung   | 3,32         | 7.125                          | 8.507                          | 4.604                          | 4.653                          | 9.257                          | 2.788,3                        | 8             | 17/46    |
| 34.04.02.2005 | Sidokarto   | 3,64         | 8.401                          | 11.148                         | 6.365                          | 6.295                          | 12.660                         | 3.478,0                        | 14            | 29/70    |
| 34.04.02.2006 | Sidoarum    | 3,73         | 12.502                         | 16.968                         | 8.893                          | 8.937                          | 17.830                         | 4.780,2                        | 8             | 26/87    |
| 34.04.02.2007 | Sidomoyo    | 3,02         | 6.186                          | 7.581                          | 4.488                          | 4.380                          | 8.868                          | 2.936,4                        | 11            | 24/49    |
| 34.04.02      | Kec. Godean | 26,84        | 53862                          | 65890                          | 36111                          | 36144                          | 72255                          | 2.692,1                        | 77            | 176/425  |

## Demographie
Grobeinteilung der Bevölkerung nach Altersgruppen (zum Zensus 2020)
| Altersgruppen | 00Männer | 00Frauen | zusammen |
| ------------- | -------- | -------- | -------- |
| 0 – 14        | 7.729    | 7.246    | 14.975   |
| 15 – 64       | 24.953   | 25.091   | 50.044   |
| 65+           | 3.429    | 3.807    | 7.236    |
| gesamt        | 36.111   | 36.144   | 72.255   |
| anteilig (%)  |          |          |          |
| 0 – 14        | 21,40    | 20,05    | 20,73    |
| 15 – 64       | 69,10    | 69,42    | 69,26    |
| 65+           | 9,50     | 10,53    | 10,01    |

### Bevölkerungsentwicklung
In den Ergebnissen der sieben Volkszählungen seit 1961 ist folgende Entwicklung ersichtlich:
| Einheit/Jahr     | 1961         | 1971         | 1980         | 1990         | 2000         | 2010         | 2020         |
| ---------------- | ------------ | ------------ | ------------ | ------------ | ------------ | ------------ | ------------ |
| Kec. Godean      | 35.304       | 39.468       | 44.137       | 48.996       | 53.862       | 65.890       | 72.255       |
| Anteil in %      | 6,83         | 6,71         | 6,52         | 6,28         | 5,98         | 6,03         | 6,42         |
| Kab. Sleman      | 516.653      | 588.313      | 677.323      | 780.334      | 901.377      | 1.093.110    | 1.125.804    |
| Sonderregion DIY | 00 2.231.062 | 00 2.487.177 | 00 2.750.025 | 00 2.912.611 | 00 3.120.478 | 00 3.457.491 | 00 3.66.8719 |